# Мусинянц, Гурген Мкртичевич
Гурген Мкртичевич Мусиня́нц (28 мая 1895, Эривань — 2 мая 1967, Москва) — советский учёный в области механики, конструктор.

## Биография
Родился 28 мая 1895 года в Эривани (ныне Ереван, Армения) в семье винодела Мкртича Мусинянца. В 1913 году окончил Эриванскую гимназию, после чего поступил в МВТУ. Один из ближайших учеников Н. Е. Жуковского, член Воздухоплавательного кружка. С 1918 года работал в ЦАГИ. Окончил МВТУ в 1925 году.
Руководил рядом научных подразделений ЦАГИ. Создал весы для аэродинамических труб ЦАГИ, приборы для аэродинамических испытаний самолётов.

Один из создателей «Нового ЦАГИ» (в Стаханово, ныне Жуковский, Московская область). В числе других специалистов докладывал на заседании Советского Правительства (в присутствии И. В. Сталина) 5 мая 1938 года о строительстве «Нового ЦАГИ»; удовлетворенное докладами Правительство приняло решение о дальнейшем финансировании работ.
Доктор технических наук (1940). Профессор (1938).
В октябре-ноябре 1941 года эвакуирован в Новосибирск вместе с группой сотрудников ЦАГИ. Участник создания Новосибирского филиала.
Консультировал скульптора Г. В. Нероду при создании бюста Н. Е. Жуковского.

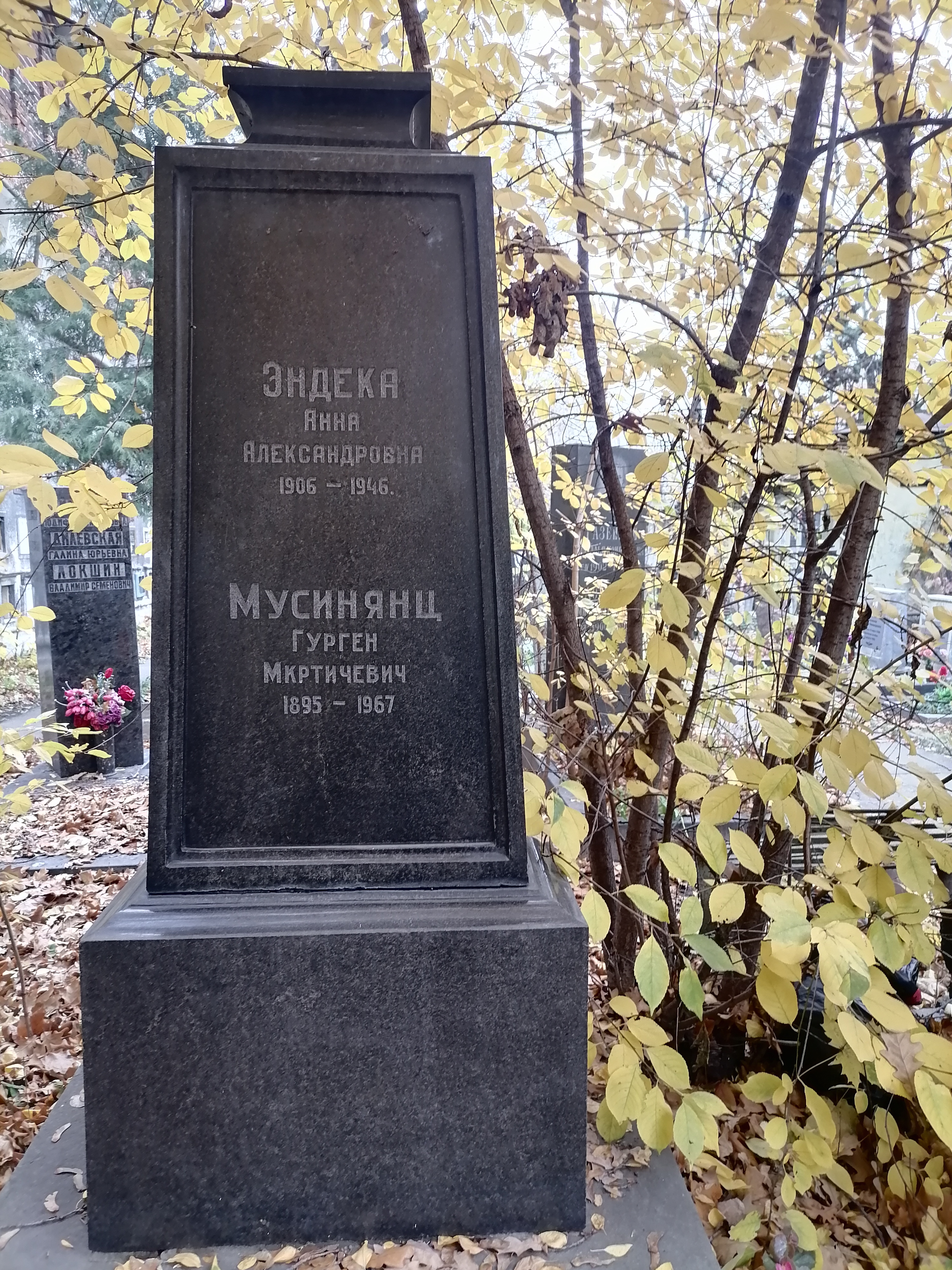
Могила на Донском кладбище

Умер в 1967 году, похоронен в Москве на Донском кладбище (участок у 12 колумбария).

## Награды и премии
- премия имени Н. Е. Жуковского (1940).
- Сталинская премия второй степени (1946) — за создание новых приборов для аэродинамических испытаний самолётов
- заслуженный деятель науки и техники РСФСР (1946)
- орден Ленина
- орден Отечественной войны I степени (16.09.1945)
- орден Трудового Красного Знамени
- орден Красной Звезды
- медали